# محمد الحامد
محمد بن محمود الحامد (1328هـ/ 1910م - 1389هـ / 1969م) هو قاضي ورجل دين سوري، وأحد علماء مدينة حماة ومرشدها.

## نشأته
ولد في مدينة حماة، نشأ في أسرة متديّنة، يتيمًا فقيرًا، وقد كان يعمل في مهنة الخياطة نهارًا، ويدرس على يد العلماء في المساجد ليلًا.

## تعلمه
- | جزء من الإسلام السياسي عن                                                                                                                            |
| جماعة الإخوان المسلمين |
| |
| منظرون |
| مرشدون |
| جماعات |
| أحداثسقوط الخلافة الجهاد في فلسطين 1948 المساهمة في إنقلاب 52 محنة الإخوان الأولى محنة الإخوان الثانية محنة الإخوان الثالثة محاكمات الإخوان العسكرية |
| الأدبياتالعمل السياسي التمايز السلفي الإخواني |
| كتب |
| تيارات أخرى |
| بوابة سياسة بوابة الإسلام |
| ع ن ت |تلقى العلوم الشرعيّة على يد خاله الشيخ محمد سعيد الجابي.
- وعلى يد الشيخ محمد سعيد النعساني وتوفيق الصباغ وغيرهم،
- ثم التحق بدار العلوم الشرعيّة بحماه سنة 1342هـ/ 1924م.
- ثم توجّه إلى المدرسة الخسرويّة الشرعيّة بحلب سنة 1346هـ/1928م وكانت تضمّ جماعةً من العلماء المحقّقين أمثال: الشيخ أحمد الزرقا، وأحمد الكردي مفتي الحنفيّة وعيسى البيانوني، وإبراهيم السلقيني، وراغب الطباخ، ومحمد الناشد.
- وأخذ الطريقة النقشبنديّة عن الشيخ أبي النصر سليم خلف الحمصي، وسلك طريقة التصوّف.
- ورحل إلى القاهرة، لإكمال دراسته في الأزهر، ونال العالميّة في العلوم الشرعيّة سنة 1362هـ/ 1942م.
- وتخصّص في القضاء.

وحبّب الله إليه طلب العلم فكان لا يقتصر على الكتب المدرسية المقرّرة بل يُقبل بشغف عظيم على كتب العلم يحلّ عويصها، ويتمثّل معارفها، 
- - ولقد قال عن نفسه: '... وإني أحمد الله على توفيق وتيسيره إياي للتّوسع العلمي، ووضعه الشغف به في قلبي، حتى إني لأوثر العلم على اللذائذ المادية التي يقتتل الناس عليها. ولو أنّي خُيِّرت بين المُلْك والعلم لاخترت العلم على الملك والسلطان".

## إتصاله بالإخوان
- اتصل خلال إقامته في مصر بالإمام حسن البنا، وصحبه وتلمذ في العمل الحركي الدعوي عليه، واشتهر بين الإخوان المصريّين بالشيخ الحموي، وعندما غادر مصر إلى حماة سنة 1364هـ/1944م كان شديد الحزن على فراق إخوانه بها، وبكى على هذا الفراق، في عدّة قصائد، ومنها قوله:
  - ذُبت يا مصر مذ عزمت رحيلاً .. ولو استطعت عشتُ فيك طويلاً
- وعبّر عن علاقته بالإمام فقال: "والذي أثّر في نفسي تأثيراً من نوع خاص، وله يد في تكويني الشخصي، سيدي وأخي في الله وأستاذي، الإمام الشهيد حسن البنا وأغدق عليه غيوث الإحسان والكرم، صحبْتُهُ في مصر سنين، وحديثي عنه لو بسطته، لكان طويل القامة، ولكانت كلماته، قِطَعَاً من قلبي، وأفلاذاً من كبدي، وحُرَقَاً من حرارة روحي، ودموعاً منهلة منسابة تشكّل سيلاً من فاجع الألم وعظيم اللوعة".
- وكان الحامد يذكر الإمام البنا ويقول: كم أنا مشتاق إلى وقفة على قبره الشريف أناجيه عن قرب، وأبثه أشواقي، وأشجاني عن كثب، فإن للقرب معناه عند المحبين. وكان رفيق رحلة الدرس بمصر الشيخ مصطفى السباعي، الذي قاد الحركة الإسلامية في سوريا بجدارة وتجرّد وإخلاص.

## عمله الدعوي
في حماة تفرّغ لتعليم العلوم الشرعيّة، وتربية الناشئين، ورعاية أهل التقوى، فنشأ على يديه جيل من الشباب المؤمن. كان يعلم أن إعداد الرّجال الذين يحملون الفكرة، ويثْبُتُون عليها، ويُنافحون عنها... هو الأساس الذي لا محيد عنه في انتصار الفكرة.. لذلك ما فتئ يبذل الجهود في تربية أبناء شعبه على الإيمان والوعي والصلاح والجهاد.
- عرف أسرار التشريع وحكمته، ودعا إلى الالتزام بالسنّة، ومحاربة البدعة.
- حمل السلاح في وجه الاستعمار الفرنسي، وكان في مقدّمة المطالبين بالاستقلال والحريّة لبلاده.

كان داعية خير، ووئام بين مواطنيه، يكره الفتن، ويحارب الانحراف بلسانه وقلمه، ويحرص على تطبيق الشريعة في جميع شؤون الحياة، وشهد له أعداؤه قبل أصدقائه بالإنصاف، والجرأة، والأمانة، والورع، ويعود له الفضل في إعادة السلام إلى حماة والمدن السوريّة سنة 1384هـ/1964م عندما اعتصم الشهيد مروان حديد في جامع السلطان، الذي هدم فوق أهله، وسقطت مئذنته، ثم ما تبع ذلك من أحداث، فقام بتهدئة الخواطر على رأس وفد من أهل المدينة وتصدى لموجات الإلحاد التي فشت في الجيل الصاعد، وعمل على رد الشاردين عن الحقيقة إليها، وعمل على تغذية الشاردين بالعلم الواقي، والمعرفة الدارئة، كي تقوى فيهم ملكة المناعة الإيمانيّة، وكان يرى أن الرجوع إلى الإسلام الصحيح هو طريق الخلاص من الانحراف، والاختلاف.
- وتحدّث الشيخ سعيد حوى عن صفاته وسجاياه وعبادته وتقواه فقال: كان دائم التلاوة لكتاب الله، مداوماً على الذكر اليومي؛ وكان غزير العبرة كثير البكاء، لم أر بين علماء المسلمين ممّن رأيت وقابلت من ينطبق عليه قول القرآن: (إذا تتلى عليهم آيات الرحمن خرّوا سجّداً وبكيّاً)[1] إلا شيخنا الحامد، وشيخنا عبد الفتاح أبو غدة؛ ربّى إخوانه على التمسّك بالنصوص والفقه، كما ربّأهم على حبّ الإمام الشهيد حسن البنّا، وحبّ (الإخوان المسلمين) وحبّ جميع المسلمين؛ وكان يرى أنّ حسن البنّا مجدّد قرون، وليس مجدّد هذا القرن فحسب، ولقد واطأه على ذلك الأستاذ الندوي؛ وكان آية في التحقيق العلمي، وبحراً في العقائد، وفي الفقه، وفي التصوّف، وفي الأصول، وفي التفسير والحديث والتاريخ ؛ وكان بحراً في العلوم كلّها لا تطرق باباً من العلم إلاّ وقد أخذ بذؤابته، ويعرف دخنه، وينبّه على الأخطاء المحتملة فيه ؛ وكان شاعراً فصيحاً إذا خطب لا تعدّ عليه خطأً، عف اللسان، متأدّباً مع العلماء، وكان لا يسكت على مخطئ يقول أمامه كلمة بل كان ينصح ويصحّح، وكما كان مع المذهبيّة ومع التحقيق كان يخشى من دعوى الاجتهاد وما يترتّب على ذلك من فوضى في الفتوى ؛
- فكان متشدّداً في الفتوى، لا يفتي إلاّ إذا درس ودارس واطمأنّ، وكان مستوعباً لمذاهب أهل السنّة والجماعة في العقائد والفقه، كما كان مستوعباً لعقائد الفرق الضالّة، عارفاً وقائعها، وكان داركاً لضلالات العصر، عارفاً ببدع الاستغراب، عارفاً بوجهات المستشرقين والمستغربين ؛ وكان ناصحاً مشفقاً يحسّ كل مسلم بشفقته ورحمته وخلوص نصيحته، لا يقابل السيئة بمثلها، وكان حريصاً على وحدة المسلمين، لا يرى أنّ هناك تناقضاً بين المسلمين يبيح لهم أن يدخلوا في خصومات بعضهم مع بعض، وينسوا الردّة والمرتدّين.
- يقول الشيخ علي الطنطاوي: كنت أخالف الشيخ الحامد في مسائل الفقه، يذهب إلى التضييق على الناس، وفي أدلة الشرع سعة فيها كالغناء، أو يتمسك بفرعيّات هي من الكمالات، وليست من أسباب النجاة، ولا يعد تركها من المحرمات، وأشهد مع ذلك أن الشيخ كان صادقاً مع الله، صادقاً مع نفسه، وقد جعل الله له من الأثر في الناس ما لم يجعل لعشرات من أمثالي أنا.
- ويقول عن رحلة صحبه فيها إلى مصر: وجدته صاحب نكتة، وفي روحه خفّة على القلب، وفي سلوكه أنس للنفس، وأنا أكره المتزمّتين الذين يتكلمون الجدّ دائماً، أو يحرصون على (المشيخة) والمشيخة غير العلم، وغير التدريس والتهذيب.
- من تلاميذه أد غسان حمدون درس على يده تفسير القرآن والفقه والحديث والسيرة النبوية في تسع سنوات من عام 1960م إلى عام 1969م وللدكتور غسان حمدون مؤلفات كثيرة منها تفسير من نسمات القرآن، وإعجاز القرآن، وأسماء الله الحسنى، وكتاب الله في إعجازه يتجلى، ومقالات كثيرة بالعربية والإنجليزية تجده جميعا على موقعه على الإنترنت باسمه : www.hamdoun.net. درس الدكتور غسان حمدون التفسير والفقه والسيرة النبوية في جامع النوري في حماة عام 1987م كما درس في مدارس حماة ورأس العين وكرناز كما درس في الإمارات في مدارس الإمارات وفي جامعة صنعاء وجامعة العلوم والتكنولوجيا حصل على الباكلوريوس من جامعة دمشق في الدراسات الاجتماعية ثم حصل على الماجستير في جامعة البنجاب في مدينة لاهور في باكستان وحصل على الدكتوراة من جامعة القرآن الكريم في السودان تنقل مهاجراً بين عدة بلدان داعياً إلى الإسلام من خلال تدريسه للعلوم الإسلامية وهو لا زال حياً يدرس في جامعات اليمن ويشرف على رسائل الدارسات العليا فيها تمتاز أبحاثه بالدراسة العلمية المقارنة البحثية، تأثر في عصره بالدكتور عبد الله ناصح علوان من معالم حلب وبالشيخ وهبي سليمان الغاويجي الألباني وشيخه محمد الحامد وشيخه سعيد حوى والشيخ محمد أحمد الجرافي (الصنعاني) والشيخ محمد حسين عامر (الصنعاني) والأستاذ يوسف ذنون (الموصلي) أخذ عن هؤلاء علوماً إضافية في إعراب القرآن وقراءاته وفقه الدعوة ونظام الإسلام ودراسة المخطوطات القرآنية القديمة كل ذلك جعل صاحب الترجمة كاتباً فذاً في إعجاز القرآن في أسماء الله الحسنى وفي إعجاز القرآن البياني والتاريخي والتأثيري ومعجزة حفظ القرآن ولد في سوريا بمدينة حماة عام 1943.
- ومن تلاميذه أيضاً الشيخ محمد نزار جلعوط خطيب إمام مسجد سعد بن معاذ سابقاً وإمام وخطيب مسجد الشهداء، وكان الشيخ من حفظة كتاب الله وكان الشيخ محمد الحامد يطلب من الشيخ نزار أن ينوب عنه في الإمامة عند خروج الشيخ لبعض حاجاته كخروجه في جنازة مثلاً، كان الشيخ زاهدا ورعا جدا وخصوصا عندما يستفتى فكان يوجه العديد من المستفتين لغيره من العلماء في حماة تورعا وخشية، وكان الشيخ نزار قواما لليل ويكاد يخلو ليل من ليالي حياته من ساعة يقرأ فيها كتاب الله والناس نيام ويعيد مراجعة كتاب الله خشية من تفلته منه فكان حريصا أشد الحرص على كتاب الله وإتقان حفظه وتجويده، وقد تعلم الشيخ نزار أيضا على جده الشيخ حسن الدندشي.

## من مؤلفاته
- نقد كتاب (اشتراكية الإسلام للسباعي) في كتابه (نظرات في اشتراكيّة الإسلام)
- (ردود على أباطيل) في جزئين وهو مجموعة رسائل، ومقالات، ومجموعة أسئلة فقهيّة وأجوبتها،
- (التدارك المعتبر لبعض ما في كتاب القضاء والقدر)
- رسالة (حكم الإسلام في الغناء)
- (حكم اللحية في الإسلام)
- (القول في المسكرات)
- (حكم الإسلام في مصافحة المرأة الأجنبية).
- كتاب (نكاح المتعة حرام في الإسلام)

توفي بحماه، ودفن بها.

## كتبوا عنه
- كتب في سيرته الذاتية (العظات والمحامد في سيرة الشيخ محمد الحامد)
- وألف في سيرته عبد الحميد طهماز (المحامد من حياة العلامة المجاهد الشيخ محمد الحامد)
- وكتب ابنه الشيخ محمود الحامد (الشيخ محمد الحامد ـ حياته وعلمه وجهاده)
- وعبد الله الطنطاوي (الإمام المجاهد محمد الحامد).
- والدكتور الشيخ محمد سعيد رمضان البوطي: أفرد فصلاً من كتابه (من الفكر والقلب) للحديث عن سيرة الشيخ محمد الحامد وتجربته معه.

## وصلات خارجية
- تعريف بالشيخ في مجلة الغرباء
- الشيخ محمد الحامد، رابطة أدباء الشام.